# Freak Out!
For filmen med samme navn, se Freak Out! (film).
Freak Out! er Frank Zappa & The Mothers of Inventions debutalbum fra 1966. 
Allerede på dette album kan man høre Zappas meget specielle tekster og musik. Han blander R&B, rock og blues med doo wop og avantgardemusik som, kombineret med Zappas tekster, skaber en slags fusionsmusik. Freak Out! var et af de første dobbeltalbum i rockhistorien. I sangen "Help, I'm a Rock" parodierer han både "Help!" (The Beatles) og "I Am a Rock" (Simon and Garfunkel). I nogle af sangene, blandt andet 'Hungry freaks, daddy' kan man høre politisk- og socialkritiske tekster, noget som Frank Zappa fortsatte med fremover.

## Sange
Side et
1. "Hungry Freaks, Daddy" - 3:27
2. "I Ain't Got No Heart" - 2:30
3. "Who Are the Brain Police?" - 3:22
4. "Go Cry on Somebody Else's Shoulder" - 3:31
5. "Motherly Love" - 2:45
6. "How Could I Be Such a Fool?" - 2:12

Side to
1. "Wowie Zowie" - 2:45
2. "You Didn't Try to Call Me" - 3:17
3. "Any Way the Wind Blows" - 2:52
4. "I'm Notat Satisfied" - 2:37
5. "You're Probably Wondering Why I'm Here" - 3:37

Side tre
1. "Trouble Every Day" - 6:16
2. "Help, I'm a Rock" - 8:37

Side fire
1. "The Return of the Son of Monster Magnet" - 12:17